# حارة الغبراء (ذمار)

تعديل مصدري - تعديل

حارة الغبراء هي إحدى حارات مدينة ذمار التابعة لمحافظة ذمار، بلغ تعداد سكانها 1,396 نسمة حسب تعداد اليمن لعام 2004.